# Крюгер, Отто Оскарович
О́тто (Оттон) О́скарович Крю́гер (31 октября 1893, Москва — 12 апреля 1967, Ленинград) — советский историк, филолог, папиролог, эпиграфист, египтолог, эллинист. Доктор исторических наук (1938, без защиты диссертации), Профессор.

## Биография
Родился в семье музыканта оркестра Московской оперы. В 1913 году окончил гимназию, в 1918 году — классическое отделение историко-филологического факультета Петроградского университета, был оставлен для подготовки к профессорскому званию.
Ученик Г. Ф. Церетели и М. И. Ростовцева, а также О. Ф. Вальдгауера, С. А. Жебелёва, Ф. Ф. Зелинского, А. И. Малеина, Б. В. Фармаковского.
С 1918 преподавал в alma mater, ЛИФЛИ (научный сотрудник, совместитель II разряда, действительный член, профессор), ЛПедИ, где заведовал кафедрой истории древнего мира, и других вузах.
В 1919—1929 и 1934—1936 годах — сотрудник ГЭ, с 1927 года — помощник хранителя и заведующий эпиграфическим и папирологическим материалом.
В 1933 году в Керчи начала свою работу объединённая экспедиция ГАИМК и Государственного (московского) музея изобразительных искусств. Во главе экспедиции встал действительный член академии О. О. Крюгер.
В 1920—1938 годах работал в РАИМК/ГАИМК им. Н. Я. Марра, действительный член (1932), в 1933—1935 годах возглавлял Керченскую экспедицию, в сентябре 1936 — июне 1937 года — врио председателя.
В ноябре 1938 года арестован вместе с женой по обвинению в шпионаже и контрреволюционной деятельности, в 1939 году выслан в Казахстан. Освобождён из ссылки в 1955 году, в 1957 году реабилитирован, после чего вернулся в Ленинград, преподавал в ЛГУ.
Автор свыше 20 печатных работ.

## Отзывы
Академик В. В. Струве называл его одним из крупнейших специалистов в области папирологии и истории эллинизма.